# Diablo Valley College
Diablo Valley College – dwuletni community college w Pleasant Hill w Contra Costa County w Kalifornii. Został otwarty w 1949 roku.

## Absolwenci
- Julie Strain, modelka i aktorka
- Kyle Gass, członek Tenacious D
- George Miller (polityk ur. 1945), kongresmen[1]
- Willie McGee, były gracz Major League Baseball
- Katharine Ross, aktorka
- Natalie Coughlin, pływaczka